# 박경미 (한의사)
박경미(朴慶美, 1968년 ~ )는 대한민국의 한의사이며, 1993년부터 한나라한의원의 원장으로 오랫동안 재직 중인 베테랑 한의사다.

## 방송 출연
- SBS 《좋은 아침》 - 자문의 패널
- TV조선 《알콩달콩》 - 자문의 패널
- TV조선 《팡팡터지는 정보쇼 알맹이》 - 자문의 패널